# Dicranomyia saxatilis
Dicranomyia saxatilis là một loài ruồi trong họ Limoniidae. Chúng phân bố ở miền Australasia.